# Коэффициент готовности
Коэффициент готовности – вероятность того, что объект окажется в работоспособном состоянии в произвольный момент времени (кроме планируемых периодов, в течение которых применение объекта по назначению не предусматривается). 
Представляет собой отношение времени исправной работы к сумме времен исправной работы и вынужденных простоев объекта, взятых за один и тот же календарный срок.
{\displaystyle K_{g}={\frac {t_{w}}{t_{w}+t_{p}}}}
где {\displaystyle t_{w}} – суммарное время исправной работы объекта; {\displaystyle t_{p}} – суммарное время вынужденного простоя.
Для перехода к вероятностной трактовке величины {\displaystyle t_{w}} и {\displaystyle t_{p}} заменяются математическими ожиданиями времени между соседними отказами и времени восстановления соответственно.
{\displaystyle K_{g}={\frac {t_{cp}}{t_{cp}+t_{B}}}}
где {\displaystyle t_{cp}} – наработка на отказ; {\displaystyle t_{B}} – среднее время восстановления